# Vandenboschia fargesii
Vandenboschia fargesii är en hinnbräkenväxtart som först beskrevs av Christ, och fick sitt nu gällande namn av Ren-Chang Ching. Vandenboschia fargesii ingår i släktet Vandenboschia och familjen Hymenophyllaceae. Inga underarter finns listade.